# Пенроуз, Триша
Патри́ша «Три́ша» Пенро́уз (англ. Patricia «Tricia» Penrose; 9 апреля 1970, Керби, Ланкашир, Англия, Великобритания) — английская актриса, певица и телеведущая.

## Биография
Патриша Пенроуз родилась 9 апреля 1970 года в Керби (графство Ланкашир, Англия, Великобритания). У Тришы есть старший брат и сестра — Пол Пенроуз и Джули Пенроуз.
Триша дебютировала в кино в 1987 году, сыграв роль Линди Йейтс в эпизоде «Поездка на дикую сторону» телесериала «Благо». Всего Пенроуз сыграла в 13-ти фильмах и телесериалах. Она также является певицей и телеведущей.
С 12 апреля 2003 года Триша замужем за телеведущим Марком Симпкиным (род.1972). У супругов есть два сына — Джейк Симпкин (род.10.09.2003) и Фредди Джей Симпкин (род.08.08.2008).